# خيري جمال الدين
خيري جمال الدين هو سياسي ماليزي، ولد في 10 يناير 1976 في مدينة الكويت في الكويت. نشط حزبياً في المنظمة الوطنية الملايوية المتحدة. وقد انتخب عضو ديوان الرعية ‏ عن دائرة Rembau (federal constituency) ‏ وقد انضم خلال فترته النيابية ‏ للكتلة البرلمانية الجبهة الوطنية وانتخب Ministry of Youth and Sports (Malaysia) ‏.